# Liège-Bastogne-Liège 2009
Liège-Bastogne-Liège 2009 fandt sted den 26. april. Løbet køres i den belgiske region Vallonien. 
Løbet blev en stor triumf for Team Saxobanks Andy Schleck, der stak af fra et førerfelt og kom i mål over et minut før næste rytter.

## Liège-Bastogne-Liège
26-04-2009
|   | Rytter            | Hold                  | Tid |
| - | ----------------- | --------------------- | --- |
| 1 | Andy Schleck      | Team Saxobank         |     |
| 2 | Joaquim Rodriguez | Caisse d'Epargne      |     |
| 3 | Davide Rebellin   | Diquigiovanni-Androni |     |
| 4 | Philippe Gilbert  | Silence-Lotto         |     |
| 5 | Sergej Ivanov     | Team Katusha          |     |